# Coupe régionale de France
Ne doit pas être confondu avec Coupe de La Réunion de football.
La Coupe régionale de France est une compétition de football organisée chaque année à La Réunion et dont le vainqueur se qualifie pour le septième tour de la Coupe de France de football. À partir de la saison 2014-2015, la compétition compte deux finales et deux équipes sont qualifiés pour la coupe nationale.

## Histoire
La première édition de la Coupe Régionale de France à lieu en 1964. La première édition est remportée par le JS Saint-Pierroise qui remporte le match retour 2 buts à 0 face à son grand rival, la SS Saint-Louisienne. Il s'ensuit deux titres pour l'US Bénedictine en 1965 et 1966. La compétition n'est pas disputé en 1967, puis revient en 1968 où la Jeanne d'Arc s'impose 2 buts à 0 au match retour face au Stade Saint-Pauloise. L'US Bénedictine remporte sa troisième coupe en 1969 face à la Saint-Louisienne. Aucune éditions n'est organisé en 1970 puis la coupe fait un second retour en 1971 où la JS Saint-Pierroise l'emporte face à la Jeanne d'Arc sur le score de 1 but à 0. L'US Bénedictine obtient son quatrième titre en 1972 en s'imposant face à la SS Jeanne d'Arc.

## Palmarès et Bilan
| Année | Vainqueur               | Score              | Finaliste            |
| ----- | ----------------------- | ------------------ | -------------------- |
| 1964  | JS Saint-Pierroise      | 0-0, 2-0           | SS Saint-Louisienne  |
| 1965  | US Bénédictine          | 1-1, 4-1           | SS Jeanne d'Arc      |
| 1966  | US Bénédictine          | 1-0                | SS Patriote          |
| 1967  | Non Disputé             | Non Disputé        | Non Disputé          |
| 1968  | SS Jeanne d'Arc         | 0-0, 2-0           | Stade Saint-Pauloise |
| 1969  | US Bénédictine          | 1-0                | SS Saint-Louisienne  |
| 1970  | Non Disputé             | Non Disputé        | Non Disputé          |
| 1971  | JS Saint-Pierroise      | 1-0                | SS Jeanne d'Arc      |
| 1972  | US Bénédictine          | 2-0                | SS Jeanne d'Arc      |
| 1973  | SS Gauloise             | 4-0                | FC Ouest             |
| 1974  | SS Excelsior            | 3-1                | CS Saint-Denis       |
| 1975  | CS Saint-Denis          | 4-3                | SS Saint-Pauloise    |
| 1976  | JS Saint-Pierroise      | 1-0 a. p.          | FC Ouest             |
| 1977  | JS Saint-Pierroise      | 1-0 a. p.          | US Saint-Joseph      |
| 1978  | US Saint-Joseph         | 1-0                | FC Ouest             |
| 1979  | US Saint-André Léopards | 2-1                | SS Patriote          |
| 1980  | CS Saint-Denis          | 6-0                | JS Saint-Pierroise   |
| 1981  | US Bénédictine          | 0-0 (t. a. b. 3-2) | US Possession        |
| 1982  | CS Saint-Denis          | 1-0                | AS Poussins          |
| 1983  | CS Saint-Denis          | 2-0                | SS Saint-Pauloise    |
| 1984  | FC Ouest                | 2-0                | US Bénédictine       |
| 1985  | CS Saint-Denis          | 3-1                | SS Saint-Pauloise    |
| 1986  | SS Saint-Pauloise       | 3-1                | JS Saint-Pierroise   |
| 1987  | CS Saint-Denis          | 2-1                | JS Saint-Pierroise   |
| 1988  | FC Ouest                | 2-1                | SS Saint-Pauloise    |
| 1989  | JS Saint-Pierroise      | 1-0                | SS Saint-Louisienne  |
| 1990  | CS Saint-Denis          | 2-1                | JS Saint-Pierroise   |
| 1991  | SS Gauloise             | 1-1 (t. a. b. 7-6) | SS Saint-Louisienne  |
| 1992  | USS Tamponnaise         | 2-1                | SS Gauloise          |
| 1993  | US Possession           | 1-0                | SS Saint-Louisienne  |
| 1994  | SS Saint-Louisienne     | 1-0                | US Possession        |
| 1995  | SS Saint-Louisienne     | 0-0 (t. a. b. 4-2) | US Possession        |
| 1996  | SS Saint-Louisienne     | 3-2 a. p.          | CS Saint-Denis       |
| 1997  | SS Saint-Louisienne     | 4-0                | SS Jeanne d'Arc      |
| 1998  | USS Tamponnaise         | 2-1                | AS Marsouins         |
| 1999  | SS Jeanne d'Arc         | 1-0                | USS Tamponnaise      |
| 2000  | AS Marsouins            | 1-0                | SS Sainte-Rosienne   |
| 2001  | SS Excelsior            | 1-0                | Saint-Denis AC       |
| 2002  | SS Saint-Louisienne     | 2-1                | JS Saint-Pierroise   |
| 2003  | USS Tamponnaise         | 1-0                | Saint-Pauloise FC    |
| 2004  | Saint-Denis FC          | 2-2 (t. a. b. 4-1) | SS Rivière Sport     |
| 2005  | AS Chaudron             | 1-1 (t. a. b. 4-1) | Saint-Denis FC       |
| 2006  | USS Tamponnaise         | 0-0 (t. a. b. 3-2) | AS Marsouins         |
| 2007  | US Sainte-Marienne      | 2-0                | AS Marsouins         |
| 2008  | SS Jeanne d'Arc         | 2-1                | SS Saint-Louisienne  |
| 2009  | SS Excelsior            | 2-1                | US Sainte-Marienne   |
| 2010  | Saint-Pauloise FC       | 2-1                | SS Excelsior         |
| 2011  | USS Tamponnaise         | 1-0                | JS Saint-Pierroise   |
| 2012  | Saint-Pauloise FC       | 1-0                | SS Jeanne d'Arc      |
| 2013  | US Sainte-Marienne      | 2-1                | CO Terre-Sainte      |
| 2014  | AS Excelsior            | 2-1                | Saint Pauloise FC    |
| 2014  | SS Saint-Louisienne     | 0-0 (t. a. b. 5-3) | JS Saint-Pierroise   |
| 2015, | AS Excelsior            | 1-0                | Saint-Pauloise FC    |
| 2015, | US Sainte-Marienne      | 1-0                | JS Saint-Pierroise   |
| 2016  | JS Saint-Pierroise      | 1-0                | AS Excelsior         |
| 2017, | AS Excelsior            | 1-0                | JS Saint-Pierroise   |
| 2017, | AJ Petite Ile           | 1-0                | La Tamponnaise       |
| 2018, | AS Sainte Suzanne       | 0-0 (t. a. b. 4-2) | La Tamponnaise       |
| 2018, | SS Jeanne d'Arc         | 1-0                | JS Saint-Pierroise   |
| 2019  | US Sainte-Marienne      | 1-0                | AS Capricorne        |
| 2019  | JS Saint-Pierroise      | 4-1                | AF Saint-Louis       |
| 2020  | JS Saint-Pierroise      | 2-2 (t. a. b. 3-2) | US Sainte-Marienne   |
| 2021  | Saint-Denis FC          | 9-1                | ASC Makes            |
| 2022  | La Tamponnaise          | 0-0 (t. a. b. 5-4) | JS Saint-Pierroise   |
| 2023  | Saint-Denis FC          | 3-2                | La Tamponnaise       |

### Bilan par clubs
| Rang | Club                    | Titres | Année                                          |
| ---- | ----------------------- | ------ | ---------------------------------------------- |
| 1    | JS Saint-Pierroise      | 8      | 1964, 1971, 1976, 1977, 1989, 2016, 2019, 2020 |
| 2    | CS Saint-Denis          | 8      | 1975, 1980, 1982, 1983, 1985, 1987, 1990       |
| 3    | AS Saint-Louisienne     | 6      | 1994, 1995, 1996, 1997, 2002, 2014             |
| 4    | US Bénédictine          | 5      | 1965, 1966, 1969, 1972, 1981                   |
| 4    | US Stade Tamponnaise    | 5      | 1992, 1998, 2003, 2006, 2011                   |
| 6    | SS Jeanne d'Arc         | 4      | 1968, 1999, 2008, 2018                         |
| 6    | US Sainte-Marienne      | 4      | 2007, 2013, 2015, 2019                         |
| 8    | AS Excelsior            | 3      | 1974, 2001, 2009                               |
| 8    | Saint-Denis FC          | 3      | 2004, 2021, 2023                               |
| 10   | FC Ouest                | 2      | 1984, 1988                                     |
| 10   | SS Gauloise             | 2      | 1973, 1991                                     |
| 10   | Saint-Pauloise FC       | 2      | 2010, 2012                                     |
| 13   | US Saint-Joseph         | 1      | 1978                                           |
| 13   | US Saint-André Léopards | 1      | 1979                                           |
| 13   | SS Saint-Pauloise       | 1      | 1986                                           |
| 13   | US Possession           | 1      | 1993                                           |
| 13   | AS Marsouins            | 1      | 2000                                           |
| 13   | AS Chaudron             | 1      | 2005                                           |
| 13   | AJ Petite-Île           | 1      | 2017                                           |
| 13   | AS Sainte-Suzanne       | 1      | 2018                                           |
| 13   | La Tamponnaise          | 1      | 2022                                           |

### Bilan par villes
| Rang | Club           | Titres | Avec                                             | Année                                                            |
| ---- | -------------- | ------ | ------------------------------------------------ | ---------------------------------------------------------------- |
| 1    | Saint-Denis    | 11     | CS Saint-Denis, Saint-Denis FC et AS Chaudron    | 1975, 1980, 1982, 1983, 1985, 1987, 1990, 2004, 2005, 2021, 2023 |
| 2    | Saint-Pierre   | 8      | JS Saint-Pierroise                               | 1964, 1971, 1976, 1977, 1989, 2016, 2019, 2020                   |
| 3    | Saint-Louis    | 6      | AS Saint-Loisienne                               | 1994, 1995, 1996, 1997, 2002, 2014                               |
| 3    | Le Tampon      | 6      | US Stade Tamponnaise et La Tamponnaise           | 1992, 1998, 2003, 2006, 2011, 2022                               |
| 5    | Saint-Benoît   | 5      | US Bénedictins                                   | 1965, 1966, 1969, 1972, 1981                                     |
| 5    | Saint-Paul     | 5      | FC Ouest, SS Saint-Pauloise et Saint-Pauloise FC | 1984, 1986, 1988, 2010, 2012                                     |
| 7    | Saint-Joseph   | 4      | AS Excelsior, US Saint-Joseph                    | 1974, 1978, 2001, 2009                                           |
| 7    | Le Port        | 4      | SS Jeanne d'Arc                                  | 1968, 1999, 2008, 2018                                           |
| 7    | Sainte-Marie   | 4      | US Sainte-Marienne                               | 2007, 2013, 2015, 2019                                           |
| 10   | Bras-Panon     | 2      | SS Gauloise                                      | 1973, 1991                                                       |
| 11   | Saint-André    | 1      | US Saint-André Léopards                          | 1979                                                             |
| 11   | La Possession  | 1      | US Possession                                    | 1993                                                             |
| 11   | Saint-Leu      | 1      | AS Marsouins                                     | 2000                                                             |
| 11   | Petite-Île     | 1      | AJ Petite-Île                                    | 2017                                                             |
| 11   | Sainte-Suzanne | 1      | AS Sainte-Suzanne                                | 2018                                                             |